# Lianhe (sockenhuvudort i Kina, Jiangxi Sheng)
Lianhe är en sockenhuvudort i Kina. Den ligger i provinsen Jiangxi, i den sydöstra delen av landet, omkring 170 kilometer öster om provinshuvudstaden Nanchang. Antalet invånare är 16 981. Befolkningen består av 8 189 kvinnor och 8 792 män. Barn under 15 år utgör 27,0 %, vuxna 15-64 år 63 %, och äldre över 65 år 8,0 %.
Runt Lianhe är det ganska tätbefolkat, med 192 invånare per kvadratkilometer. Närmaste större samhälle är Hekou, 14,6 km sydost om Lianhe. Trakten runt Lianhe består till största delen av jordbruksmark.
Genomsnittlig årsnederbörd är 2 755 millimeter. Den regnigaste månaden är juni, med i genomsnitt 477 mm nederbörd, och den torraste är oktober, med 35 mm nederbörd.